# HD 30177
HD 30177は、かじき座の方角に約177光年の距離に位置する8等級の恒星である。黄色の主系列星で、核内では水素を燃料としている。また、太陽よりも倍以上の年齢の古い恒星である。周囲を公転する2つの太陽系外惑星が発見されている。
| 太陽 | HD 30177  |
| ---- | --------- |
| 太陽 | Exoplanet |

## 惑星系
内側を公転している惑星HD 30177 bは、2002年にアングロ・オーストラリアン天文台の惑星捜索計画の視線速度法による観測で発見された。外側を公転している惑星HD 30177 cは、ラ・シヤ天文台の観測結果も含め更に11年の観測結果を追加して分析したところ、主星の視線速度の変化が一つの惑星だけでは説明できないことから新たに発見された。2022年には、ヒッパルコス衛星とガイア衛星によるアストロメトリ観測のデータ分析から両者の惑星の軌道傾斜角と真の質量が求められた。
| 名称 （恒星に近い順） | 質量                  | 軌道長半径 （天文単位） | 公転周期 (年)       | 軌道離心率         | 軌道傾斜角             | 半径 |
| --------------------- | --------------------- | ----------------------- | ------------------- | ------------------ | ---------------------- | ---- |
| b                     | 8.403+1.241 −0.489 MJ | 3.604+0.135 −0.147      | 6.884+0.014 −0.012  | 0.207+0.012 −0.017 | 85.393+14.354 −18.742° | —    |
| c                     | 6.150+1.308 −0.341 MJ | 10.258+0.535 −0.480     | 33.088+1.596 −1.207 | 0.039+0.005 −0.013 | 98.016+16.025 −24.235° | —    |